# 글로벌 서플라이 시스템스
글로벌 서플라이 시스템스(영어: Global Supply Systems)는 영국의 화물 항공사로 영국 민간 항공 기관이 소유하고 있다. 본사는 영국 런던에 위치해 있으며 2001년에 설립했다. 또한 사용하고 있는 허브 공항으로 런던 스탠스테드 공항이 있다.

## 역사
2001년 1월 31일 글로벌 서플라이 시스템스로 사명을 변경 후 2002년 6월 29일에 취항을 시작했다. 화물기 취항을 위해 런던 스탠스테드 공항에서 프랑크푸르트 공항과 홍콩 국제공항을 취항하기 위해 미국의 화물 항공사인 아틀라스 항공으로부터 보잉 747-400F를 임대했다.
글로벌 서플라이 시스템스는 보잉 747-8F를 인도 하면서 기존에 사용했던 보잉 747-400F는 다시 미국의 화물 항공사인 아틀라스 항공에 반납했다.
그리고 2014년에 운영을 중단하였다.
현재 글로벌 서플라이 시스템스는 영국 정부와 아틀라스 항공이 지분을 보유하고 있다.

## 보유 기종
- 2011년 11월 기준으로 글로벌 서플라이 시스템스는 다음과 같은 기종을 보유 했으나 2014년 4월에 전 기종이 아틀라스 항공에 반납되었다.[3][4]

## 같이 보기
- 아틀라스 항공
- 폴라에어 카고

## 사진

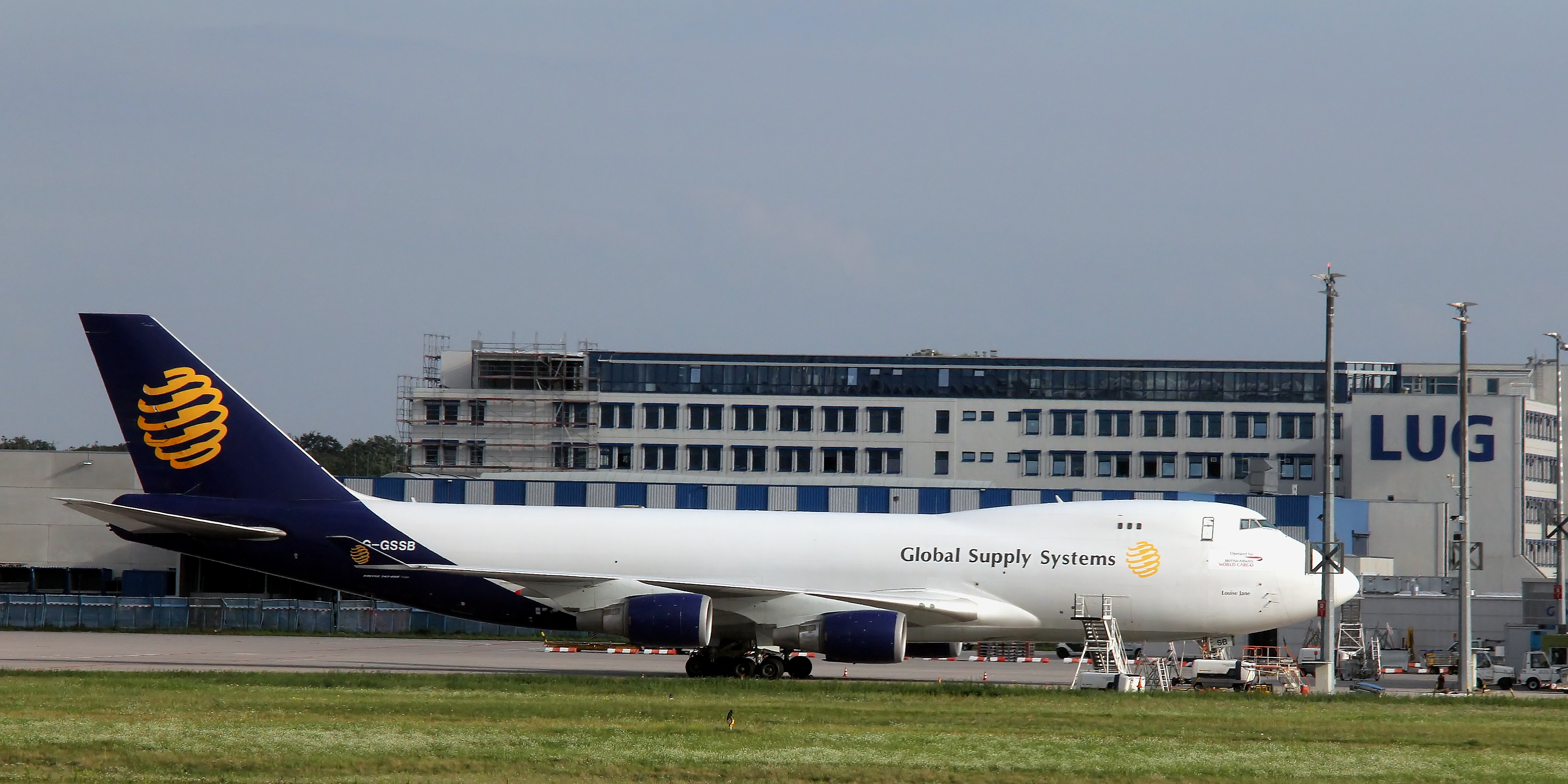
글로벌 서플라이 시스템스의 보잉 747-400F(퇴역)
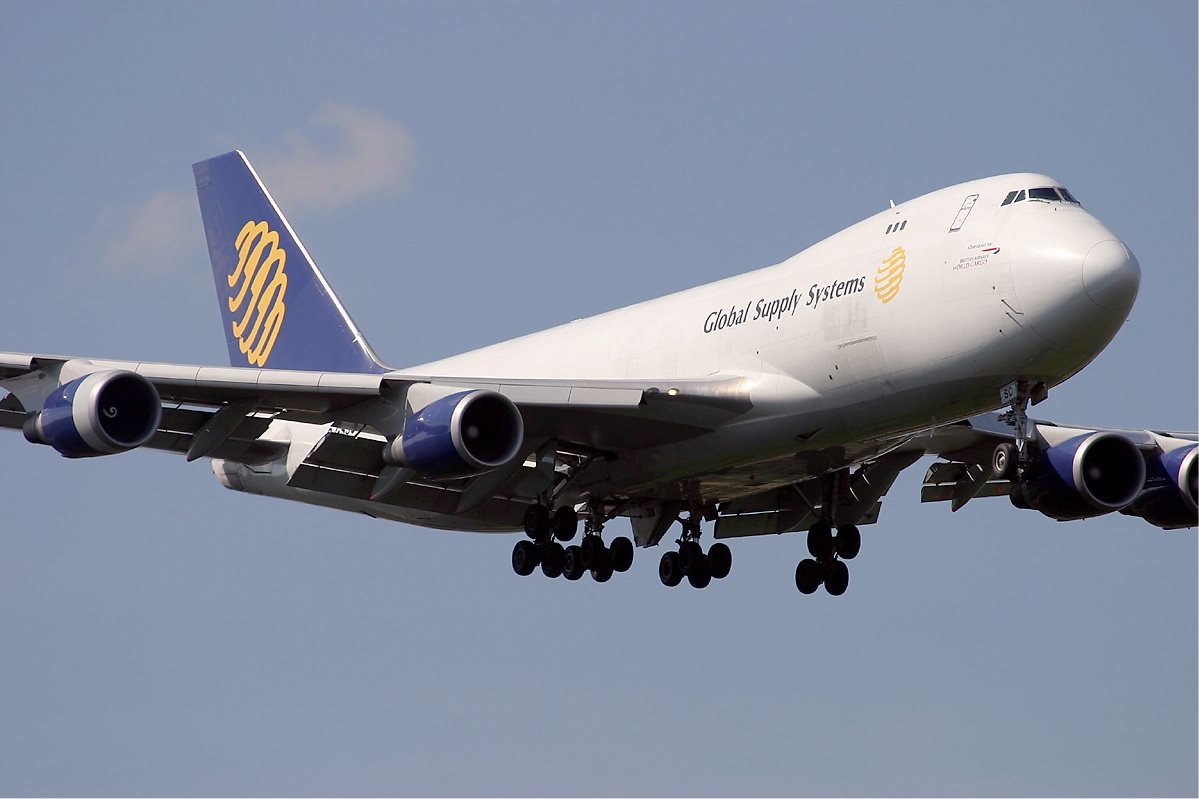
글로벌 서플라이 시스템스의 보잉 747-400F(퇴역)
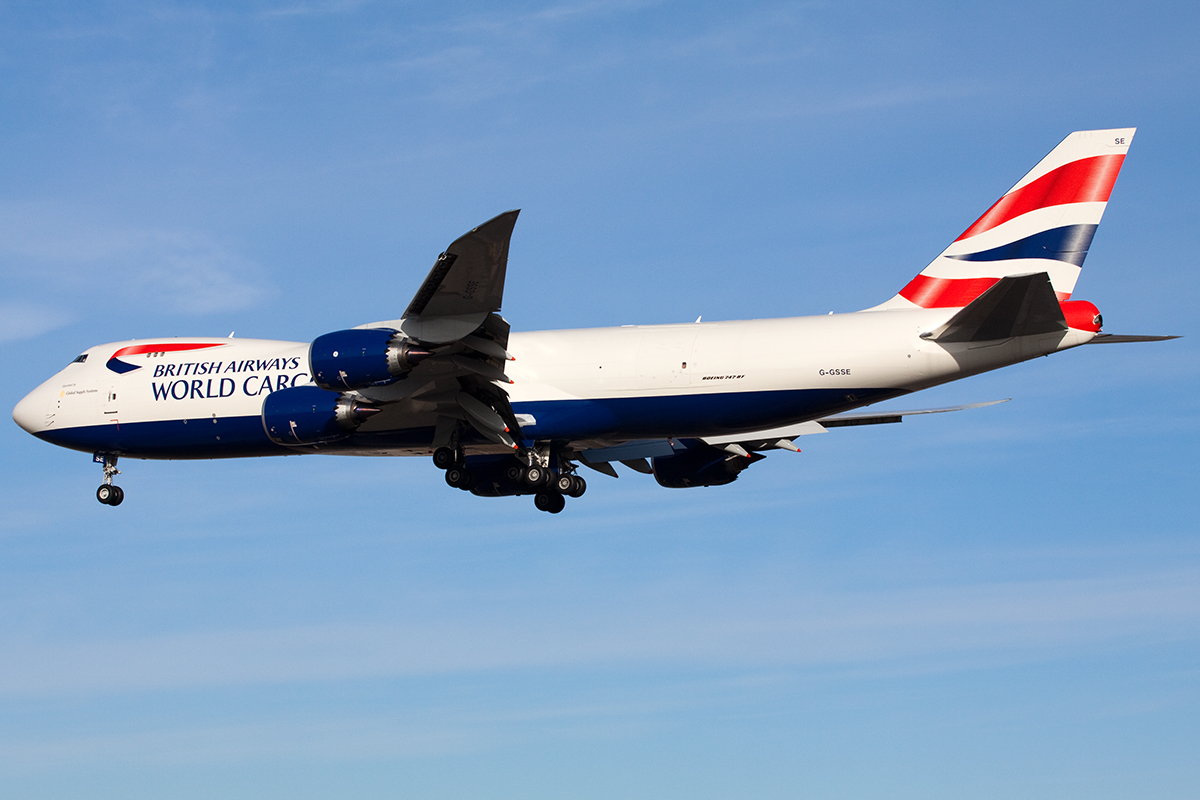
글로벌 서플라이 시스템스(영국항공 월드 카고)의 보잉 747-8F